# Goniothalamus tortilipetalus
Goniothalamus tortilipetalus är en kirimojaväxtart som beskrevs av Murray Ross Henderson. Goniothalamus tortilipetalus ingår i släktet Goniothalamus och familjen kirimojaväxter. Inga underarter finns listade i Catalogue of Life.